# Filhellenisme
Filhellenisme var en politisk og militær bevægelse i det 19. århundrede.
Filhellenere eller "grækervenner" kaldtes de mænd i Vesteuropa, som ydede grækerne hjælp under deres frihedskrig 1821—1829. Der dannedes tidlig, især i Tyskland, foreninger af filhellenere til indsamling af penge (genferen Eynard var hovedmanden herfor), og der samledes også nogle skarer, som drog til Grækenland for personlig at kæmpe. En stor del af disse under den tyske general Normanns anførsel faldt i det ulykkelige slag nær ved Arta 16. juli 1822. Af fremragende filhellenere kan nævnes Lord Byron, Lord Cochrane, oberst Stanhope og den franske oberst Fabvier. Den danske naturforsker Henrik Krøyer drog i efteråret 1821 til dels til fods til Marseille og sejlede derfra januar 1822 til Navarino på Peloponnes, men vendte allerede marts samme år tilbage; med ham drog hans ven Johan Henrik Stabell (1802—1836), som foråret 1823 kom tilbage til København og i et særligt skrift skildrede sine hændelser som filhellener.